# Bootcamp (sport)
Een bootcamp is een spierversterkende trainingsmethode uitgevoerd in teamverband onder professionele begeleiding van een fitnessinstructeur. Het doel is om de kracht en uithouding te verbeteren door intense groepstrainingen gedurende de periode van een uur. Door het teamverband sporten de deelnemers intenser dan ze individueel zouden doen, zodat de efficiëntie van de training verhoogt.

## Oefeningen
In België en Nederland wordt veel gebruikgemaakt van oefeningen met het lichaamseigen gewicht, natuurlijke trainingsmaterialen zoals boomtakken en gemakkelijk te vervoeren fitnessmaterialen zoals kettlebells. De instructeur geeft korte, inspannende opdrachten die gemakkelijk uit te voeren zijn, maar die op conditioneel gebied en op spierkracht veel vergen van de sporters.
De trainingmethode begint met dynamische rekoefeningen en hardlopen als opwarming. Daarna volgen verschillende intervaltrainingen. Ten slotte eindigt de groepssessie met yoga.
De verschillende intervaltrainingen zijn:
- Crossfit
- Gewichtheffen
- Opdrukken
- Planking
- Sit-ups
- Squatting
- TRX suspension training

## Geschiedenis
Bootcamp is van origine een spierversterkende trainingmethode die door het Amerikaanse leger in bezette gebieden werd uitgevoerd. Soldaten werden op zeer intensieve wijze in korte tijd getraind met het materiaal dat daar op dat moment voor handen was. Het doel was om op een zo efficiënt mogelijke manier snel resultaat te boeken.
In 1999 is deze trend overgewaaid naar het Verenigd Koninkrijk. Sindsdien stijgt de populariteit in Europa nog altijd.